# Walther Felix

Walther Felix, 1914

Walther Hermann Felix (* 28. Dezember 1860 in Leipzig; † 17. März 1930 in Zürich) war ein deutscher Anatom, der als Professor in Zürich wirkte.

## Leben
Walther Felix wurde als Sohn des Verlagsbuchhändlers Arthur Felix und seiner Ehefrau Antonie, geb. Albrecht, in Leipzig geboren. Nach dem Schulbesuch in seiner Heimatstadt begann er an der dortigen Universität ein Medizinstudium, das er nach einem Wechsel nach Heidelberg im Jahr 1886 an der Universität Würzburg mit dem Staatsexamen abschloss. 
Nach Promotion (1889) und mehrjähriger Assistentenzeit am Würzburger anatomischen Institut folgte Felix dem dortigen Ordinarius der Anatomie, Philipp Stöhr, 1890 als Prosektor nach Zürich, wo er sich im Jahr darauf im Fach Anatomie habilitierte.  1896 wurde er an der Universität Zürich zum außerordentlichen Professor berufen und wirkte dort mit kriegsbedingten Unterbrechungen (1914/15), ab 1919 als Ordinarius und Direktor des Anatomischen Instituts, bis kurz vor seinem Tod 1930.
Seit 1887 war Walther Felix verheiratet mit Natalie Susanne Leibert (* 1855), einer Gutsbesitzerstochter aus Heidelberg. Aus dieser Ehe entsprossen drei Söhne: Kurt (1888–1960), Willi (1892–1962) und Walter Rudolf (1894–1977).
Die Bedeutung von Walther Felix als Forscher liegt in seinen grundlegenden Untersuchungen über die Entwicklung des Urogenitalsystems sowie in seinen anatomischen Beiträgen, insbesondere zu Sauerbruchs Chirurgie der Brustorgane und dessen klassischer Schrift Die willkürlich bewegbare künstliche Hand.